# Paul Matteoli
Paul Matteoli (Oliolas, 7 de novembre de 1929 - Istre, 12 de desembre de 1988) va ser un ciclista francès que fou professional entre 1949 i 1954. Va combinar la carretera amb el ciclisme en pista, concretament amb la persecució.

## Palmarès en carretera
- 1949
  - 1r a la Marsella-Toló-Marsella
- 1953
  - 1r al Circuit de l'Ain

## Palmarès en pista
- 1951
  -  Campió de França en persecució